# Прапор Кириківки
Пра́пор Кириківки — офіційний символ селища Кириківка Сумської області. Затверджений 10 липня 2015 року рішенням сесії Кириківської селищної ради.

## Опис прапора
Прямокутне полотнище із співвідношенням сторін 1:2 розділене на дві рівновеликі горизонтальні смуги - синю і зелену. 